# Дрискол, Гэри
Гэри Дрискол (англ. Gary Driscoll; 18 апреля 1946 — 8 июня 1987, Итака, Нью-Йорк) — американский музыкант, барабанщик, игравший в группах Elf, Rainbow, Dakota, Star Castle, Bible Black, Jack Starr.

## Биография
Дрискол был одним из основателей группы The Electric Elves, созданной Ронни Джеймсом Дио в 1967 году. Группа успела, выпустить 3 сингла, поменять название (на The Elves, потом на Elf) и состав, пока их не заприметили в 1972 году Роджер Гловер и Иэн Пейс, вызвавшиеся продюсировать их дебютный альбом. В дальнейшем группа несколько раз выступала в первом отделении, «разогревая» публику перед выступлением Deep Purple.
Группа Elf прекратила своё существование в феврале 1975 года, когда Ричи Блэкмор, решивший покинуть Deep Purple, пригласил Дио, Дрискола, Соула и Грабера в свою группу Rainbow.
Но в августе того же года Блэкмор вслед за Грабером, увольняет Дрискола. По словам Мики Ли Соула, Блэкмора не устраивал стиль R&B, которого придерживался Дрискол.
После ухода из Rainbow, Дрискол играл в группах Dakota и Star Castle, пока не основал совместно с Грабером группу Bible Black, в которой также играли гитарист Эндрю Duck Макдоналд и Джеф Фенхольт, отметившийся к тому времени исполнением заглавной партии в мюзикле «Jesus Christ Superstar». Группа выпустила альбомы Ground Zero и Thrasher. После распада группы Дрискол работал сессионным музыкантом.
В июне 1987 года, в возрасте 41 года, он был найден убитым в доме друга в Итаке, Нью-Йорк. Его жестокое убийство до сих пор остаётся нераскрытым, и без очевидных мотивов, хотя по слухам было связано с наркотиками. Мужчину, которого сначала арестовали, оправдали в суде.